# Costa de Marfil en la Copa Mundial de Fútbol de 2006
La selección de Costa de Marfil fue uno de los 32 países participantes de la Copa Mundial de Fútbol de 2006, realizada en Alemania.
A pesar de ser considerados unos de los mejores equipos del continente africano, Les Éléphants lograron clasificar por primera vez a una Copa Mundial para Alemania 2006, luego de derrotar en las clasificatorias a Camerún, Egipto y Libia, algunos de los equipos más fuertes de África.
El equipo, que contaba con algunas futbolistas de respetada trayectoria como el capitán Didier Drogba, era considerado como una de las promesas del torneo. A pesar de su buen juego, sus rivales en el Grupo C (considerado como el grupo de la muerte), Argentina y los Países Bajos, lograron derrotar a los marfileños. Costa de Marfil quedó por ende eliminada, con dos derrotas y una sufrida victoria ante Serbia y Montenegro.

## Jugadores
Datos corresponden a situación previo al inicio del torneo
| #  | Nombre             | Posición      | Edad | PJ Sel | Club                  |
| -- | ------------------ | ------------- | ---- | ------ | --------------------- |
| 1  | Jean-Jacques Tizié | Portero       | 33   | 24     | Espérance             |
| 2  | Kanga Akalé        | Mediocampista | 25   | 22     | AJ Auxerre            |
| 3  | Arthur Boka        | Defensa       | 23   | 23     | RC Strasbourg         |
| 4  | Kolo Touré         | Defensa       | 25   | 42     | Arsenal FC            |
| 5  | Didier Zokora      | Mediocampista | 25   | 38     | AS Saint-Étienne      |
| 6  | Blaise Kouassi     | Defensa       | 32   | 36     | Troyes AC             |
| 7  | Emerse Fae         | Mediocampista | 22   | 14     | FC Nantes Atlantique  |
| 8  | Bonaventure Kalou  | Mediocampista | 28   | 49     | Paris Saint Germain   |
| 9  | Arouna Koné        | Delantero     | 22   | 17     | PSV Eindhoven         |
| 10 | Gilles Yapi Yapo   | Mediocampista | 26   | 34     | BSC Young Boys        |
| 11 | Didier Drogba      | Delantero     | 28   | 32     | Chelsea FC            |
| 12 | Abdoulaye Méïté    | Defensa       | 25   | 18     | Olympique de Marsella |
| 13 | Marc Zoro          | Defensa       | 22   | 13     | FC Messina            |
| 14 | Bakari Koné        | Delantero     | 24   | 16     | SL OGC Nice           |
| 15 | Aruna Dindane      | Delantero     | 25   | 34     | RC Lens               |
| 16 | Gérard Gnanhouan   | Portero       | 26   | 6      | Montpellier HSC       |
| 17 | Cyril Domoraud     | Defensa       | 35   | 50     | US Creteil            |
| 18 | Abdul Kader Keïta  | Delantero     | 24   | 26     | Lille OSC             |
| 19 | Yaya Touré         | Mediocampista | 23   | 14     | Olympiacos FC         |
| 20 | Guy Demel          | Mediocampista | 24   | 7      | Hamburger SV          |
| 21 | Emmanuel Eboué     | Defensa       | 22   | 11     | Arsenal FC            |
| 22 | Koffi Ndri Romaric | Mediocampista | 22   | 8      | Le Mans UC72          |
| 23 | Boubacar Barry     | Portero       | 26   | 6      | K.S.K. Beveren        |
| DT | Henri Michel       |               |      |        |                       |

## Participación

### Enfrentamientos previos
Costa de Marfil tuvo una promisoria campaña previa en la que solamente perdió tres partidos: uno ante España y dos ante Egipto. Estos dos últimos encuentros se produjeron durante la realización de la Copa Africana de Naciones de 2006, realizada en Egipto y donde los marfileños llegaron a la final, siendo derrotados en tiros penales por el seleccionado local.
| Fecha                   | Lugar           |                 |  | Resultado        |                      |           |
| ----------------------- | --------------- | --------------- |  | ---------------- | -------------------- | --------- |
| 12 de noviembre de 2005 | Le Mans         | Costa de Marfil |  | 2:1 (0:0)        | Bandera de Rumania   | Rumania   |
| 16 de noviembre de 2005 | Ginebra         | Costa de Marfil |  | 1:1 (0:0)        | Bandera de Italia    | Italia    |
| 17 de enero de 2006     | Abu Dabi        | Costa de Marfil |  | 2:0 (1:0)        | Bandera de Jordania  | Jordania  |
| 21 de enero de 2006     | El Cairo        | Costa de Marfil |  | 1:0 (1:0)        | Bandera de Marruecos | Marruecos |
| 24 de enero de 2006     | El Cairo        | Costa de Marfil |  | 2:1 (1:1)        | Bandera de Libia     | Libia     |
| 28 de enero de 2006     | El Cairo        | Costa de Marfil |  | 1:3 (1:1)        | Bandera de Egipto    | Egipto    |
| 4 de febrero de 2006    | El Cairo        | Costa de Marfil |  | 1:1 (12:11 pen.) | Bandera de Camerún   | Camerún   |
| 7 de febrero de 2006    | Alejandría      | Costa de Marfil |  | 1:0 (0:0)        | Bandera de Nigeria   | Nigeria   |
| 10 de febrero de 2006   | El Cairo        | Costa de Marfil |  | 0:0 (3:4 pen.)   | Bandera de Egipto    | Egipto    |
| 1 de marzo de 2006      | Valladolid      | Costa de Marfil |  | 2:3 (1:1)        | Bandera de España    | España    |
| 27 de mayo de 2006      | Basilea         | Costa de Marfil |  | 1:1 (0:1)        | Bandera de Suiza     | Suiza     |
| 30 de mayo de 2006      | Vittel          | Costa de Marfil |  | 1:1 (0:0)        | Bandera de Chile     | Chile     |
| 4 de junio de 2006      | Every-Bondoufle | Costa de Marfil |  | 3:0 (2:0)        | Bandera de Eslovenia | Eslovenia |

### Primera fase
| Equipo              | Pts | PJ | PG | PE | PP | GF | GC | Dif |
| ------------------- | --- | -- | -- | -- | -- | -- | -- | --- |
| Argentina           | 7   | 3  | 2  | 1  | 0  | 8  | 1  | +7  |
| Países Bajos        | 7   | 3  | 2  | 1  | 0  | 3  | 1  | +2  |
| Costa de Marfil     | 3   | 3  | 1  | 0  | 2  | 5  | 6  | -1  |
| Serbia y Montenegro | 0   | 3  | 0  | 0  | 3  | 2  | 10 | -8  |

| 10 de junio de 2006, 21:00 | Costa de Marfil | 1:2 (0:2) | Argentina                | AOL Arena, Hamburgo                                                      |                                                                          |
|                            | Drogba 82'      | Reporte   | Crespo 24' · Saviola 38' | Asistencia: 49.480 espectadores Árbitro(s): Frank De Bleeckere (Bélgica) | Asistencia: 49.480 espectadores Árbitro(s): Frank De Bleeckere (Bélgica) |

| 16 de junio de 2006, 18:00 | Costa de Marfil | 1:2 (1:2) | Países Bajos                        | Gottlieb-Daimler-Stadion, Stuttgart                               |                                                                   |
|                            | B. Koné 38'     | Reporte   | van Persie 23' · van Nistelrooy 27' | Asistencia: 52.000 espectadores Árbitro(s): Óscar Ruiz (Colombia) | Asistencia: 52.000 espectadores Árbitro(s): Óscar Ruiz (Colombia) |

| 21 de junio de 2006, 21:00                                        | Costa de Marfil                            | 3:2 (1:2) | Serbia y Montenegro  | Allianz Arena, Múnich                                                |                                                                      |
|                                                                   | Dindane 37' (pen.), 67' · Kalou 86' (pen.) | Reporte   | Žigić 10' · Ilić 20' | Asistencia: 66.000 espectadores Árbitro(s): Marco Rodríguez (México) | Asistencia: 66.000 espectadores Árbitro(s): Marco Rodríguez (México) |
| Primera victoria de Costa de Marfil en una Copa Mundial de Fútbol |                                            |           |                      |                                                                      |                                                                      |

### Participación de jugadores
| #  | Nombre             | Posición      | PJ | Min |   | Asist | Tiros  | Faltas |   |   |
| -- | ------------------ | ------------- | -- | --- | - | ----- | ------ | ------ | - | - |
| 2  | Kanga Akalé        | Mediocampista | 3  | 138 | 0 | 0     | 2      | 4-0    | 0 | 0 |
| 3  | Arthur Boka        | Defensa       | 3  | 270 | 0 | 1     | 3      | 8-8    | 1 | 0 |
| 4  | Kolo Touré         | Defensa       | 2  | 180 | 0 | 0     | 3      | 0-1    | 0 | 0 |
| 5  | Didier Zokora      | Mediocampista | 3  | 270 | 0 | 0     | 2      | 9-2    | 1 | 0 |
| 6  | Blaise Kouassi     | Defensa       | 1  | 90  | 0 | 0     | 1      | 0-1    | 1 | 0 |
| 7  | Emerse Fae         | Mediocampista | 0  | 0   | 0 | 0     | 0      | 0-0    | 0 | 0 |
| 8  | Bonaventure Kalou  | Mediocampista | 2  | 72  | 1 | 0     | 3      | 1-1    | 0 | 0 |
| 9  | Arouna Koné        | Delantero     | 3  | 176 | 0 | 0     | 5      | 5-4    | 0 | 0 |
| 10 | Gilles Yapi Yapo   | Mediocampista | 1  | 29  | 0 | 0     | 1      | 1-0    | 0 | 0 |
| 11 | Didier Drogba      | Delantero     | 2  | 180 | 1 | 0     | 6      | 7-4    | 2 | 0 |
| 12 | Abdoulaye Méïté    | Defensa       | 2  | 180 | 0 | 0     | 2      | 1-3    | 0 | 0 |
| 13 | Marc Zoro          | Defensa       | 0  | 0   | 0 | 0     | 0      | 0-0    | 0 | 0 |
| 14 | Bakary Koné        | Delantero     | 3  | 121 | 1 | 0     | 4      | 1-2    | 0 | 0 |
| 15 | Aruna Dindane      | Delantero     | 3  | 155 | 2 | 0     | 5      | 4-3    | 1 | 0 |
| 17 | Cyril Domoraud     | Defensa       | 1  | 90  | 0 | 0     | 0      | 1-2    | 2 | 1 |
| 18 | Abdul Kader Keïta  | Delantero     | 2  | 148 | 0 | 1     | 3      | 3-5    | 1 | 0 |
| 19 | Yaya Touré         | Mediocampista | 3  | 270 | 0 | 0     | 7      | 4-3    | 0 | 0 |
| 20 | Guy Demel          | Mediocampista | 0  | 0   | 0 | 0     | 0      | 0-0    | 0 | 0 |
| 21 | Emmanuel Eboué     | Defensa       | 3  | 270 | 0 | 0     | 0      | 2-6    | 1 | 0 |
| 22 | Koffi Ndri Romaric | Mediocampista | 1  | 61  | 0 | 0     | 2      | 4-0    | 0 | 0 |
| #  | Nombre             | Posición      | PJ | Min |   | Prom. | Atajos | Faltas |   |   |
| 1  | Jean-Jacques Tizié | Portero       | 2  | 180 | 4 | 2     | 8      | 0-0    | 0 | 0 |
| 16 | Gérard Gnanhouan   | Portero       | 0  | 0   | 0 | 0     | 0      | 0-0    | 0 | 0 |
| 23 | Boubacar Barry     | Portero       | 1  | 90  | 2 | 2     | 1      | 0-0    | 0 | 0 |

## Curiosidades
- En un concurso realizado por Hyundai, los aficionados de los equipos eligieron un lema para cada seleccionado, el cual sería colocado en los buses que transportarían a los jugadores a lo largo del país. El eslogan elegido para Costa de Marfil fue «Allez les Elephants! Gagnez la coupe du monde avec le foot élegant» (¡Ánimo Elefantes! Ganen la Copa del Mundo con el fútbol elegante)[1]
- Costa de Marfil eligió la localidad de Niederkassel, en el estado de Renania del Norte-Westfalia, como su "cuartel" durante la realización del torneo.